# Ricardo Osorio
Ricardo Osorio Mendoza (Huajuapan de León, 30 maart 1981) is een Mexicaans betaald voetballer die bij voorkeur als rechtsback speelt. Na vier jaar gespeeld te hebben bij VfB Stuttgart keerde hij in juli 2010 terug naar Mexico door bij CF Monterrey te tekenen. In juli 2003 debuteerde hij tegen Brazilië voor het Mexicaans voetbalelftal , waarvoor hij sindsdien 82 interlands speelde.

## Clubcarrière
Osorio speelde vanaf 2001 jarenlang bij Cruz Azul in de Primera División, speelde voor die club meer dan honderd competitiewedstrijden, maar won met Cruz Azul geen prijzen. Hij maakte in 2006 de overstap naar Europa, waar hij een contract tekende bij VfB Stuttgart, actief in de Duitse Bundesliga. Zijn debuut in de Duitse competitie maakte Osorio in augustus 2006, daags na het wereldkampioenschap in Duitsland waaraan hij deelnam, tijdens een gewonnen wedstrijd tegen 1. FC Nürnberg (0–3 verlies). De Bundesliga werd door Stuttgart in Osorio's eerste seizoen gewonnen, met twee punten voorsprong op Schalke 04; Osorio speelde 27 competitieduels, waarvan 26 met een plaats in het basiselftal. In de daaropvolgende drie seizoenen kreeg hij steeds minder speeltijd en werd hem de rol van reservespeler toebedeeld. In 2010 verliet Osorio de Duitse competitie en keerde hij terug naar Mexico, waar hij een contract tekende bij CF Monterrey. Hij werd een vaste waarde in het elftal van Monterrey en won met de club de Apertura van het seizoen 2010/11. Nadien won hij geen prijzen meer met Monterrey. Na vier seizoenen bij de club vertrok Osorio gedurende één jaargang om op huurbasis te spelen voor Querétaro in de Liga MX 2014/15. In de Clausura 2015 bereikte hij met Querétaro de Liguilla; daarin werd de finale bereikt door zijn vaste werkgever CF Monterrey in de halve finale te verslaan. Op 1 juni 2015 won Osorio met zijn club in de finale van Santos Laguna met 3–0, hetgeen na een 0–5 nederlaag in de eerste wedstrijd onvoldoende was om de Clausura te winnen. Nadien keerde Osorio terug bij Monterrey.

## Interlandcarrière
Osorio maakte zijn debuut in het Mexicaans voetbalelftal  op 12 juli 2003 in de eerste groepswedstrijd op de CONCACAF Gold Cup 2003 tegen Brazilië. Mexico won met 1–0 door een doelpunt van Jared Borgetti. Ook in de finale van het toernooi, wederom tegen de Brazilianen, kwam Osorio in actie. Met zijn land won hij, nadat een golden goal in de 97ste minuut de doorslag had gegeven. Een jaar later maakte Osorio in een wedstrijd op de Copa América 2004 tegen Uruguay zijn enige interlanddoelpunt. De wedstrijd eindigde in een 2–2 gelijkspel. Door de Gold Cup in 2003 te winnen, kwalificeerde Mexico zich voor de FIFA Confederations Cup 2005, die plaatsvond in Duitsland. Door zijn groep te winnen plaatste het elftal zich voor de halve finale, waarin Argentinië de tegenstander was. Deze wedstrijd, gespeeld op 26 juni 2005, eindigde in reguliere speeltijd in een 1–1 gelijkspel. In de strafschoppenserie miste Osorio de tiende strafschop, waarna de Argentijn Esteban Cambiasso wel raak schoot en zo Mexico elimineerde. Een jaar later behoorde Osorio tot de Mexicaanse selectie voor het wereldkampioenschap voetbal 2006. Hij speelde mee in alle vier wedstrijden, waaronder de van Argentinië verloren achtste finale. Ook in 2010 was Osorio actief op het wereldkampioenschap, in Zuid-Afrika; wederom speelde hij mee in alle vier wedstrijden en wederom verloor Mexico in de achtste finale van Argentinië. In 2011 speelde Osorio op 28 mei 2011 zijn laatste interland, een vriendschappelijk duel tegen Ecuador (1–1 gelijkspel). Na 68 minuten werd hij vervangen door Efraín Juárez, met wie hij later samen zou spelen bij Monterrey.

## Erelijst
Mexico
- CONCACAF Gold Cup

2003, 2011
 VfB Stuttgart
- Landskampioen

2006/07
 CF Monterrey
- CONCACAF Champions League

2010/11, 2011/12, 2012/13